# Mehran Karimi Nasseri
Mehran Karimi Nasseri, också känd som Sir Alfred Mehran, född 1945 i Masjed Soleyman, Iran, död 12 november 2022 i Paris, Frankrike, var en iransk flykting som bodde i avgångshall 1 på Paris-Charles de Gaulle flygplats i Paris mellan den 8 augusti 1988 och juli 2006, nästan 18 år. Nasseri hade fått uppehållstillstånd som flykting i Belgien 1980 men förlorade sina papper på flygplatsen i Paris 1988. De franska myndigheterna vägrade låta Nasseri lämna flygplatsen, men kunde samtidigt inte utvisa honom då han var statslös.
År 1999 erkändes han flyktingstatus av de franska myndigheterna och han kunde för första gången lämna flygplatsen. Han vägrade dock underteckna de nödvändiga dokumenten för att få uppehållstillstånd och hävdade att hans riktiga namn var Sir Alfred. I juli 2006 blev Nasseri inlagd på sjukhus och lämnade i samband med detta flygplatsen. Sedan 2008 bodde han på ett härbärge i Paris.
Hans öde har blivit till två filmer, Tombés du ciel (Lost in Transit) med Jean Rochefort från 1993 och The Terminal med Tom Hanks från 2004. Alexis Kouros har gjort en dokumentärfilm om honom - Seuraavaa lentoa odotellessa/Waiting for Godot at De Gaulle (2000).